# Ceceo

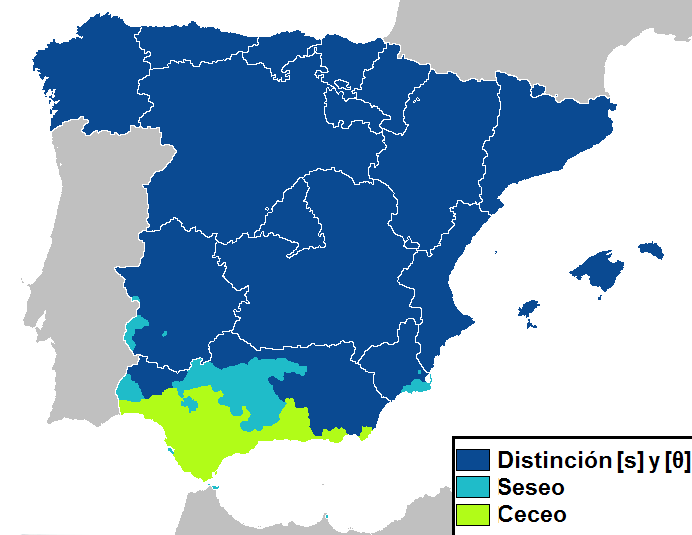
Mapa de las zonas de la península ibérica donde se habla español. Las zonas ceceantes en verde claro.

El ceceo, o zaceo, es una característica fonético-fonológica de algunas variedades de la lengua española consistente en la existencia de un único fonema fricativo coronal que es pronunciado como una fricativa dental sorda [θ]. De ese modo, las variedades ceceantes pronuncian indistintamente las grafías ⟨c⟩ (ante ⟨e⟩ o ⟨i⟩), ⟨z⟩ y ⟨s⟩, con una pronunciación semejante aunque no necesariamente idéntica al sonido "de zeta" interdental [θ] de los dialectos de la mayor parte de la península. Se distinguen de las variedades seseantes en que estas últimas pronuncian su única fricativa coronal como una fricativa alveolar sorda [s]. Se distinguen de las variedades no seseantes o distinguidoras en que estas presentan dos fonemas fricativos coronales /s/ y /θ/, correspondientes cada uno a las grafías ⟨s⟩, por un lado, y ⟨z⟩ y ⟨c⟩ (ante ⟨e⟩ o ⟨i⟩), por otro.
En el dominio del español el ceceo es una característica del dialecto andaluz, especialmente desde el suroeste de Andalucía hasta la zona del Poniente Almeriense, desde donde solo aparece al norte y este en puntos aislados.[cita requerida] Tanto la distinción entre /θ/-/s/ como el ceceo y el seseo son todos resultados históricos distintos del cambio fonético conocido como reajuste de las sibilantes del español.

## Distribución geográfica

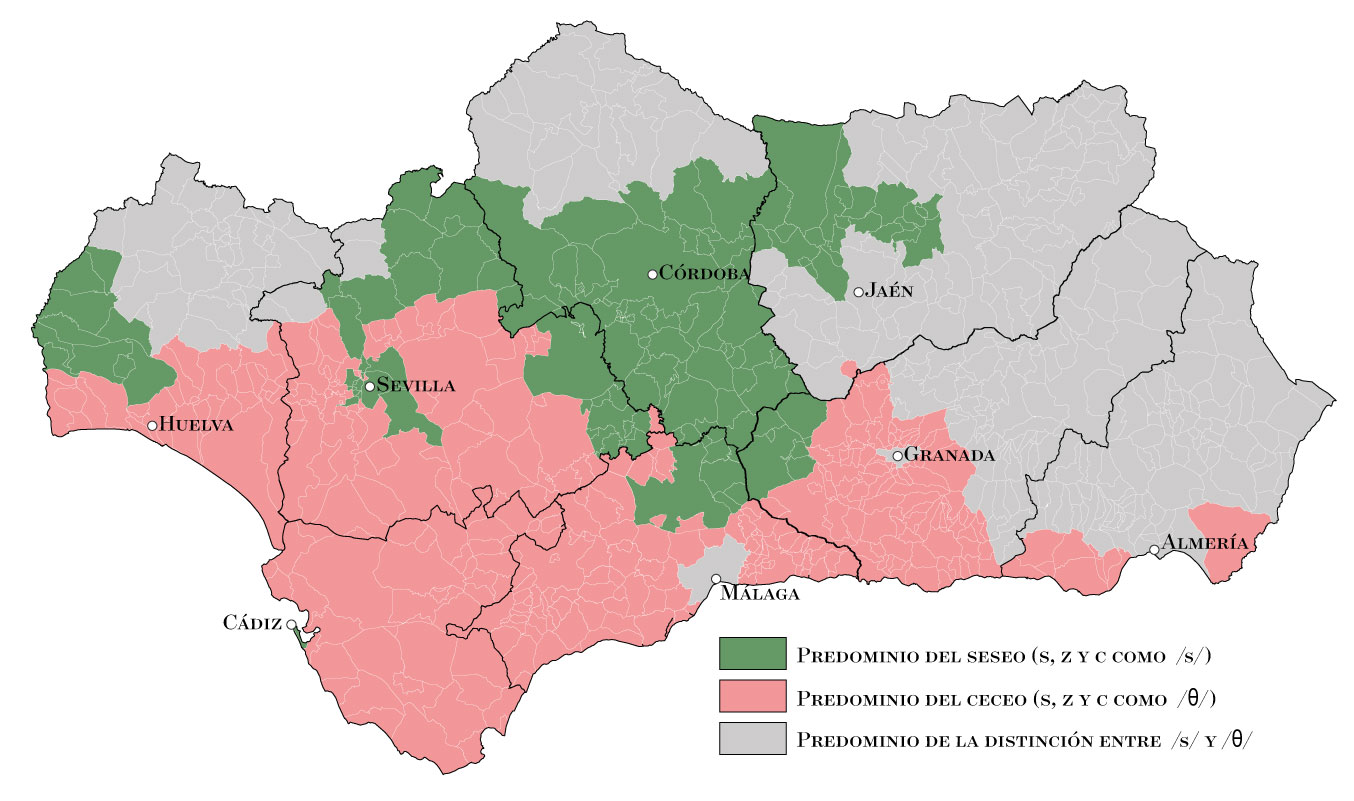
En el mapa pueden verse las zonas de Andalucía ceceantes, seseantes y distinguidoras.

La extensión andaluza de dicho rasgo es aproximadamente la que se recoge en los estudios del ALEA (Atlas Lingüístico y Etnográfico de Andalucía). Por tanto la zona de dominio ceceante se extendería por la práctica totalidad de la provincia de Cádiz, excepto la ciudad de Cádiz que es mayoritariamente seseante, la mayor parte de Málaga, exceptuando la zona de Antequera, la mitad sur de las provincias de Huelva, Sevilla y la parte más occidental de Granada y la comarca del Poniente Almeriense. Además hay algunos núcleos de población ceceantes aislados del entorno mayoritario seseante en Jaén y Córdoba.
En las principales ciudades andaluzas no ceceantes en zona de dominio ceceante, como es el caso de Sevilla y Cádiz (seseantes) o Granada (de dominancia actual distinguidora con gran cantidad de seseantes), existe una notable población ceceante de origen no autóctono, que suele conservar en cierta medida su rasgo lingüístico materno.
A pesar de que es algo infrecuente, se ha encontrado el ceceo también en ciertas partes de Hispanoamérica. Los "dialectólogos muy atentos han encontrado en rincones americanos como pujos de s ceceada". Por ejemplo, se encuentra ocasionalmente en Puerto Rico, Honduras y Venezuela. En Honduras se ha documentado en los departamentos de Colón, Francisco Morazán y El Paraíso. También, una publicación de la Universidad de Oviedo nota que hay hablantes ceceantes en Argentina y Chile. Un fonema similar, fricativo corono-dental, fue identificado por el lingüista Adan Alonso en los países de "Nicaragua, El Salvador, Honduras y en partes de Colombia, Venezuela y Puerto Rico".
Estadística
La siguiente tabla muestra los porcentajes de seseo, ceceo y distinción en tres ciudades seleccionadas, según datos tomados entre 1982 y 1992.
| Ciudad               | Seseo | Ceceo | Distinción |
| -------------------- | ----- | ----- | ---------- |
| Sevilla              | 87 %  | 6 %   | 7 %        |
| Jerez de la Frontera | 44 %  | 47 %  | 9 %        |
| Granada              | 42 %  | 11 %  | 47 %       |

## Consideraciones sociales
Históricamente el ceceo ha tenido mucha peor aceptación social que el seseo, la otra solución posible de esta característica fonética dialectal que es el ceceo/seseo, conocido también como indistinción. Antaño los hablantes cultos de las zonas de ceceo andaluzas cambiaban esa articulación por la seseante. 
En la actualidad existe en ciertos individuos de ceceo, la tendencia en situaciones de tensión idiomática, a sustituir su indistinción ceceante por distinción, normalmente andaluza (con ese predorsal o coronal plana).
No obstante, actualmente la pronunciación ceceante está mejor valorada entre los hablantes que la practican y la consideración social del fenómeno ha perdido normalmente, dentro del entorno mayoritario de su uso y en menor medida en el resto de Andalucía, el estigma que acarreaba frente al seseo o la distinción. 
En la actualidad, mayoritariamente los ceceantes ya no ven necesidad de renunciar al ceceo y solo manifiestan un cambio hacia la distinción o el seseo ocasionalmente, en contextos conversacionales de tensión lingüística en los que algún interlocutor sea no ceceante.